# Dzieciaki z klasy 402
Dzieciaki z klasy 402 (ang. The Kids from Room 402, fr. La Classe en délire, 2000–2001) – kanadyjsko-amerykańsko-francuski serial animowany, emitowany w telewizji Fox Kids/Jetix oraz Jetix Play. Serial opowiada o codziennych zmaganiach uczniów panny Graves z klasy o numerze 402.

## Postacie

### Uczniowie klasy 402
- Jessie McCoy – główny bohater serialu, jest wielkim nieukiem; zawsze dostaje słabe oceny, chociaż stara się, żeby szło mu lepiej, np. ściąga na klasówkach. Zdarzyło mu się, że powycinał zdjęcia ze szkolnych zbiorów encyklopedycznych i powklejał je do swojego referatu. Sporadycznie jest przeklinany przez kolegów, bo jego nadopiekuńcza matka traktuje go jak małe dziecko, przez co jedynie Nancy z nim rozmawia. Jego IQ to 91.
- Vinnie Nasta – jeden z kolegów Jessiego, straszny chuligan. Lubi przeklinać (ma to zresztą po ojcu). Były chłopak Nancy. Jego IQ to 100.
- Nancy Francis – koleżanka Jessiego, znają się od przedszkola. Za wszelką cenę chce przyjaźnić się z Penny Grant, lecz przez to zmuszona jest zadawać się z Polly McShane. Cierpi na astmę. Polly nazywa ją Nan. W odcinku "Opiekunowie do dzieci" krótko opiekowała się małą Laurą Johnson.
- Penny Grant – miła i sympatyczna dziewczyna o wielkim zamiłowaniu ekologicznym. Nancy chce się z nią przyjaźnić. Jest znienawidzona przez Melanie i często nazywana "łamagą". Jej IQ to 123.
- Joey Tune – uczeń z tej klasy. Po polsku jego nazwisko brzmi ''melodia''
- Polly McShane – gruba Litwinka. W szkole prawie nikt jej nie lubi, bo jest dziwna i na wszystkich donosi. Jest też wzorową uczennicą – uwielbia sprawdziany, ma same dobre oceny i pilnuje porządku w szkole. Ma chorobliwe zamiłowanie do łyżek; wszędzie gdzie da radę chce coś powiedzieć na temat łyżek lub Litwy. Często optuje za wprowadzeniem różnych zagadnień z nimi związanymi, np. nauce ludowych tańców litewskich. Hoduje kozę Schnitzy. W odcinku "Hałas wokół Schnitzy" jej koza umiera i w tym samym odcinku bierze ze schroniska nową kozę i daje jej na imię Schnitzy. Uwielbia mieć masowane stopy. Jej IQ to 152.
- Artur Kenneth Vanderwall – sprytny i chętny do zdobywania pieniędzy. Jeden z uczniów z klasy 402. Ubiera się bardzo elegancko. Wstydzi się korzystać z toalety w cudzej obecności. Wielokrotnie udaje mu się manipulować ludźmi. Jego także irytuje zachowanie Polly.
- Freddie Fay – najlepszy uczeń w klasie obok Polly, konkuruje z nią o to miano. Jest przeklinany przez kolegów. Ma młodszą siostrę o imieniu Debra.
- Jordan – uczennica. Jest bardzo bogata, chociaż tego nigdy nie okazuje, nikogo nie zaprasza do domu. Zawsze chodzi do szkoły w jeansach, chociaż mama kupuje jej prawie codziennie nowe sukienki. Jest jedną z przyjaciółek Nancy.
- Gabrielle – uczennica w klasie panny Graves. Jest jedną z przyjaciółek Nancy.
- Mary-Ellen – uczennica w klasie panny Graves. Jest jedną z przyjaciółek Nancy. Jej imię po polsku to "Maria-Elżbieta".
- Tillie Ferillo*  – uczennica w klasie panny Graves. Kilka razy spędza z Penny czas i jest jedną z przyjaciółek Nancy.
- Charlie Koun – jeden z uczniów z klasy panny Graves. Konkuruje z Nancy o bycie sportsmenem w klasie.
- Don – jeden z uczniów klasy panny Graves.
- Piggy – jeden z uczniów panny Graves. Jest niezbyt inteligentny. Nosi okulary i wyglądem przypomina Vinnie'ego. Jego IQ to 102.
- Jeannie – jedna z uczennic panny Graves.
- Melanie Bellanchof – córka pani Bellanchof i nowa uczennica w klasie panny Graves. Jej ulubione słowo to "zalatuje". Nienawidzi Penny i nazywa ją "łamagą". Woli spędzać czas z tatą i także mieć przy sobie kolor czarny, co powoduje kłótnie z mamą. Bywa czasami mniej inteligentna, po czym dzieci jej nie lubią. Wykorzystała "zatrzaśnięty zeszyt", żeby ktoś ją polubił. *nazwisko według książki o tym samym tytule, na której podstawie być może powstał serial

### Nauczyciele
- Panna Graves – wychowawczyni klasy 402.
- Pan Besser – dyrektor szkoły, który nie jest zbyt lubiany przez uczniów, mimo iż mu się wydaje, że jest. W odcinku Cześć IQ widać, że jest łysy i nosi tupecik. Ukrywa przed innymi, że nie napisał pracy magisterskiej.
- Pani Bellanchof – nauczycielka innej klasy i mama Melanie. Dawniej pracowała w fabryce butów. Przez pewien czas groziło jej zwolnienie z pracy nauczycielki z powodu braku postępów u jej uczniów.
- Pan Jackson – bibliotekarz i nauczyciel muzyki. Jest nierozgarnięty.
- Pani Clonic – była nauczycielka muzyki. Odeszła z pracy na urlop macierzyński.
- Pan Karl – nauczyciel w klasie najgorszych uczniów, sprawiających problemy.
- Doktor Brinegar – nauczycielka w klasie dla geniuszy.
- Pan Brenstein – nauczyciel w klasie wyrównawczej.

### Pozostali
- Roberta McCoy – mama Jessiego. Uważa syna za małe dziecko. Jest bardzo nadopiekuńcza.
- Sanjay – nowy uczeń w szkole. Jego mama przyjaźni się z mamą Polly.
- Lara Johnson – mała dziewczynka. Chodzi do przedszkola w szkole.
- Sorley – woźny.
- Gloria – najlepsza przyjaciółka Melanie.
- Zack – szkolny rozrabiaka.
- Martha i Roberto – szkolni kucharze.
- Gayle, Tally, Mandy, Lassandra, Catlin – popularne dziewczyny w szkole. Nancy próbowała się z nimi zaprzyjaźnić.
- Pani Pitts – szkolna pielęgniarka. Ma bzika na punkcie higieny i chorób.
- Czui, Sylvia, Howey, Eddy i "Tępy" Louie – uczniowie z klasy pana Karla.
- Mary – ciocia Arthura.

## Wersja polska
Opracowanie i udźwiękowienie wersji polskiej: na zlecenie Fox Kids/Jetix – Eurocom Studio

Reżyseria:
- Dobrosława Bałazy (odc. 1-4),
- Dorota Prus-Małecka (odc. 41-52)

Dialogi:
- Katarzyna Krzysztopik (odc. 1-2),
- Berenika Wyrobek (odc. 3-4),
- Jacek Wolszczak,
- Aleksandra Rojewska,
- Joanna Sommer

Dźwięk i montaż:
- Jerzy Nowak (odc. 1-4),
- Jacek Kacperek (odc. 41-52)

Kierownictwo produkcji: Marzena Omen-Wiśniewska

Udział wzięli:
- Grzegorz Drojewski – Jessie McCoy
- Cynthia Kaszyńska –
  - Pani McCoy (odc. 1, 7-52),
  - Artur Kenneth Vanderwall
- Krystyna Kozanecka –
  - Polly McShane,
  - Pani McCoy (odc. 6),
  - Mama Sanjaya (odc. 42)
- Cezary Kwieciński – Vinnie Nasta
- Anna Wiśniewska – Nancy Francis
- Anna Apostolakis – Pani Graves
  - Gabrielle
- Iwona Rulewicz –
  - Melanie,
  - nauczycielka z klasy zaawansowanej (odc. 42)
- Brygida Turowska –
  - Joe Tuńczyk,
  - Tilly
- Aleksandra Rojewska – Penny Grand (odc. 1-46)
- Agata Gawrońska – Freddie (odc. 5-52)
- Magdalena Krylik –
  - Pani Belanchof (odc. 41-52),
  - Lars (odc. 47),
  - Gloria
- Krzysztof Zakrzewski – Tata Vinniego
- Dorota Kawęcka –
  - Mama Polly,
  - Penny Grand (odc. 47-52)
  - Mama Nancy (odc. 31-32, 34, 37, 39-40, 44, 46, 50-51)
- Tomasz Grochoczyński – Tata Vinniego (odc. 40)
- Cezary Nowak – Pan Besser
- Tomasz Steciuk – Freddy (odc. 1-4)
- Janusz Wituch – Tata Sanjaya (odc. 42)
- Jarosław Domin –
  - Jogin Rabi (odc. 42),
  - Dr Dedorio (odc. 46)
- Piotr Zelt

i inni

## Odcinki
- Premiery w Polsce (Jetix):
  - I seria (odcinki 1-20) – 2 września 2002 roku,
  - II seria (odcinki 21-40) – sierpień 2003 roku,
  - III seria (odcinki 41-52) – 24 października 2005 roku.
- Ostatnia emisja serialu – 11 grudnia 2006 roku.
- Premiera serialu w Jetix Play (odcinki 1-26) – 1 grudnia 2008 roku, z czego Jetix Play pomijał odcinki 2, 3, 4, 9, 11, 17 i 24.
- Jetix Play emitował kolejne odcinki (27-52) od stycznia 2009 roku, oraz (40-52) od 1 maja 2009 roku.
- Jetix Play emitował odcinek 28 z polską fonią odcinka 29.
- Jetix Play wyemitował odcinek 5 po raz pierwszy 8 czerwca 2009 roku.
- Jetix Play nie emitował napisów końcowych w żadnym odcinku.

### Spis odcinków
| N/o            | Polski tytuł                                                    | Angielski tytuł                                              |
| -------------- | --------------------------------------------------------------- | ------------------------------------------------------------ |
|                |                                                                 |                                                              |
| SERIA PIERWSZA |                                                                 |                                                              |
|                |                                                                 |                                                              |
| 01             | Drugi Einstein                                                  | Son Of Einstein                                              |
|                |                                                                 |                                                              |
| 02             | Bezpieczne miejsce                                              | Welcome To Safety Corner                                     |
|                |                                                                 |                                                              |
| 03             | Żujec Wyżutej Gumy                                              | The Used Gum Chewer                                          |
|                |                                                                 |                                                              |
| 04             | Praca zespołowa                                                 | The One Man Committee                                        |
|                |                                                                 |                                                              |
| 05             | Dowcipniś                                                       | The Half Wit                                                 |
|                |                                                                 |                                                              |
| 06             | Klasowa wycieczka                                               | Shy Kidney                                                   |
|                |                                                                 |                                                              |
| 07             | Zepsuta lodówka                                                 | Is Your Refrigerator Running?                                |
|                |                                                                 |                                                              |
| 08             | Śniadanie za darmo                                              | Free Lunch                                                   |
|                |                                                                 |                                                              |
| 09             | Biblioteka Imienia Artura Vanderwalla                           | The Arthur Kenneth Vanderwall Library                        |
|                |                                                                 |                                                              |
| 10             | Sępy                                                            | The Moocher                                                  |
|                |                                                                 |                                                              |
| 11             | Zdrowotna Obsesja                                               | The Girl In The Plastic Bubble                               |
|                |                                                                 |                                                              |
| 12             | Za siódmą rzeką i siódmym bagnem                                | Over The River And Through The Swamp                         |
|                |                                                                 |                                                              |
| 13             | Koszmarna szkolna fotografia                                    | Pretty As A Picture                                          |
|                |                                                                 |                                                              |
| 14             | Dieta cud                                                       | The Anti-Mucous Making, Artery Clogging, Energy Zapping Diet |
|                |                                                                 |                                                              |
| 15             | Reporterka Polly                                                | All Polly All The Time                                       |
|                |                                                                 |                                                              |
| 16             | Łyżki, pająki i kosmiczne potwory                               | Spoons, Spiders And Space Beasts                             |
|                |                                                                 |                                                              |
| 17             | Wpływ Merkurego                                                 | Mercury In Retrograde                                        |
|                |                                                                 |                                                              |
| 18             | Zepsuty owoc                                                    | Bad Seed                                                     |
|                |                                                                 |                                                              |
| 19             | Konik                                                           | There Must Be A Pony                                         |
|                |                                                                 |                                                              |
| 20             | Mamin synek                                                     | Mrs. McCoy’s Baby Boy                                        |
|                |                                                                 |                                                              |
| SERIA DRUGA    |                                                                 |                                                              |
|                |                                                                 |                                                              |
| 21             | Brzydkie słowa                                                  | Eenie Meenie                                                 |
|                |                                                                 |                                                              |
| 22             | Szczepienia                                                     | Bing, Bing, Bing And A Shot                                  |
|                |                                                                 |                                                              |
| 23             | Opiekunowie do dzieci                                           | The Hands That Rocks The Cradle                              |
|                |                                                                 |                                                              |
| 24             | Woda niegazowana, basen tylko dla dorosłych i przysmak z drobiu | The Low Sodium, Adult Swim Only, Early Bird Special Vacation |
|                |                                                                 |                                                              |
| 25             | Jessie Magoo                                                    | Jessie Magoo                                                 |
|                |                                                                 |                                                              |
| 26             | Twoje ciało się zmienia                                         | Your Body Is Changing                                        |
|                |                                                                 |                                                              |
| 27             | Mam chłopaka                                                    | I Got A Boyfriend                                            |
|                |                                                                 |                                                              |
| 28             | Bal przebierańców                                               | The Peep And The Sheep                                       |
|                |                                                                 |                                                              |
| 29             | Szkolny kiermasz                                                | The School Fair                                              |
|                |                                                                 |                                                              |
| 30             | Odwiedziny dziadków                                             | A Visit To Nana And Pop-Pop’s                                |
|                |                                                                 |                                                              |
| 31             | Energia Chi                                                     | Chi Whiz                                                     |
|                |                                                                 |                                                              |
| 32             | Simon z Londynu                                                 | Simon Of London                                              |
|                |                                                                 |                                                              |
| 33             | Nieuk                                                           | The Dumb Bunny                                               |
|                |                                                                 |                                                              |
| 34             | Boże Narodzenie według Nancy                                    | A Very Nancy Christmas                                       |
|                |                                                                 |                                                              |
| 35             | Pan Beeser, nieczuły rzeźnik                                    | Mr. Beeser The Liver Butcher                                 |
|                |                                                                 |                                                              |
| 36             | Kampania wyborcza                                               | The Election Story                                           |
|                |                                                                 |                                                              |
| 37             | Szpanerki                                                       | The Clique                                                   |
|                |                                                                 |                                                              |
| 38             | Gazotski                                                        | The Gazotski                                                 |
|                |                                                                 |                                                              |
| 39             | Sidewalk Boys                                                   | The Sidewalk Boys                                            |
|                |                                                                 |                                                              |
| 40             | Wujek                                                           | Uncle Bonehead                                               |
|                |                                                                 |                                                              |
| SERIA TRZECIA  |                                                                 |                                                              |
|                |                                                                 |                                                              |
| 41             | Drużyna Wiewiórek dziewcząt i chłopców                          | Squirrel Girls And Boys                                      |
|                |                                                                 |                                                              |
| 42             | Nie wiem, nie obchodzi mnie to, zalatuje                        | Don’t Know, Don’t Care, Smells                               |
|                |                                                                 |                                                              |
| 43             | Nie wkładaj palca do elektrycznego gniazdka                     | Don’t Put Your Fingers In The Light Socket                   |
|                |                                                                 |                                                              |
| 44             | Ogrodnicze zawody                                               | Squeezed Out                                                 |
|                |                                                                 |                                                              |
| 45             | Wstęp tylko z zaproszeniem                                      | By Invitation Only                                           |
|                |                                                                 |                                                              |
| 46             | To Ci odbierze oddech                                           | It Takes Your Breath Away                                    |
|                |                                                                 |                                                              |
| 47             | Zero zwrotów, zero wymian                                       | No Refunds, No Exchanges                                     |
|                |                                                                 |                                                              |
| 48             | Zatrzaśnięty zeszyt                                             | The Slam Book                                                |
|                |                                                                 |                                                              |
| 49             | Hałas wokół Schnitzy                                            | Schnitzy R.I.P.                                              |
|                |                                                                 |                                                              |
| 50             | Komu dzwoni dzwonek                                             | For Whom The Bell Tolls                                      |
|                |                                                                 |                                                              |
| 51             | Uwierz albo nie                                                 | Believe It Or Not                                            |
|                |                                                                 |                                                              |
| 52             | Cześć IQ                                                        | Hi IQ                                                        |
|                |                                                                 |                                                              |

## Opisy Odcinków

### Seria 1
- 01. Drugi Einstein

Jessie, który ciągle oblewa testy z matematyki, dostaje przez pomyłkę zeszyt z rozwiązaniami. Dzięki niemu poprawia wyniki i staje się "matematycznym geniuszem". Rywalizuje z Penny o nagrodę matematyczną, którą jest bilet do Krainy Potworów. Podczas wręczania nagrody, pan Besser zadaje mu trudne pytanie z matematyki, na które Jessie nie umie odpowiedzieć przed całą szkołą. Prawda wychodzi na jaw i nagrodę otrzymuje Penny. Tymczasem Nancy udaje, że ma problemy ze słuchem, żeby usiąść w ławce z Penny. Po badaniach słuchu, na których oszukiwała, jest zmuszona nosić aparat słuchowy, który powoduje, że nic nie słyszy. Nancy zostaje przez przypadek uderzona piłką. Panna Graves pyta, czy nic się jej nie stało i odkrywa, że Nancy słyszy bez aparatu. Nancy siada w ławce z Penny, ale panna Graves decyduje, że cała klasa zmieni miejsca i obok Nancy siada Polly.
- 02. Bezpieczne miejsce

Nancy wraca z ferii w Meksyku z opalenizną i bransoletką szczęścia. Wszyscy są oszołomieni, a Nancy upaja się swoją popularnością, aż do chwili kiedy bransoletka znika. Nancy uważa, że ktoś ją ukradł i z pomocą Jessiego postanawia odszukać złodzieja. W czasie przesłuchania podejrzanych, Nancy zauważa, że jej bransoletka była cały czas w kieszeni. Tymczasem Polly i Artur dostają zostają przeprowadzaczami uczniów przez ulicę. Artur chce się wzbogacić i pobiera opłaty. Polly trafia do szpitala, ponieważ zostaje potrącona przez samochód z lodami. Panna Graves każe Arturowi kupić za pieniądze, które zbierał prezent dla Polly. Artur ma nadzieję, że nadrobi te pieniądze, ale na ulicy zostają zamontowane światła i przeprowadzacze nie są potrzebni.
- 03. Żujec wyżutej gumy

Jessie jest bardzo głodny. Zauważa pod ławką kawałek wyżutej gumy. Zjada ją na oczach Freddiego. Ten mówi o tym wszystkim i Jessie zostaje nazwany żujcem wyżutej gumy. Panna Graves próbuje mu pomóc. Z powodu pożaru obiad zostaje przesunięty. Gdy wszyscy cierpią z głodu, Jessie znajduje resztę gum pod ławką i cała klasa to widzi. Klasa szuka teraz pod ławkami gum, lecz panna Graves przychodzi z pizzą, ale Vinniemu udaje się zjeść gumę przed przyjściem nauczycielki. Tymczasem wszyscy chcą zobaczyć kawałek filmu o Kinoku z Północy, w którym wszyscy byli na golasa. Artur dostaje zadanie im pomóc. Gdy film zostaje kręcony, okazuje się, że nie ma żadnej sceny, w której wszyscy byli nadzy.
- 04. Praca zespołowa

Jessie, Polly i Freddie dostają zadanie napisania referatu o Krzysztofie Kolumbie. Jessie postanawia, że koledzy będą robić wszystko za niego. Nic nie idzie po jego myśli gdy panna Graves poda oceny za sprawozdanie. Jessie dostaje jedynkę. Polly i Freddie są na niego źli i Jessie uzupełnia referat, by im to wynagrodzić. Tymczasem Nancy stara się nadążyć za klasową modą, ale ma z tym problemy. Wszystkie jej przyjaciółki kupują futrzane czapki, lecz Nancy zakłada za dużą i wszyscy się z niej śmieją. Panna Graves mówi Nancy, żeby była pewna siebie, ale nic nie działa. Nancy strzyże czapkę, lecz jej przyjaciółki mają już duże czapki.
- 05. Dowcipniś

Żeby być śmiesznym, Jessie kupuje książkę z 101 dowcipami. Jessie mówi wszystkim dowcipy i z tego powodu Mary-Ellen zaprasza go na swoje urodziny. Jednak przedtem Jessiemu kończą się żarty i stara się żadnego żartu nie powiedzieć przed urodzinami Mary-Ellen, lecz mu się nie udaje. Jessie mówi pannie Graves prawdę, a ona na to, że powinien być sobą. Jessie opowiada zwykłe żarty na przyjęciu i wszyscy go wygwizdują. Tymczasem Arturowi znika pierścień i zostaje zatrudniony w biurze rzeczy znalezionych, gdzie pracują pan Besser i Polly. Artur wymyśla plan jak się pozbyć Polly, a potem przywłaszcza sobie zaginione rzeczy. Zostaje zdemaskowany przez pannę Graves, która znalazła jego pierścień.
- 06. Klasowa wycieczka

Jest wycieczka do muzeum, Nancy dostaje zadanie zaopiekować się Johannem, który jest cudzoziemcem. Jessie się boi, bo jedzie też jego mama i ta już mu przynosi wstyd przy całej klasie. Po przybyciu do muzeum, Arturowi i Freddiemu chce się siusiu i szukają toalety, ale każda zostaje zajęta. Artur i Freddie znajdują wolną toaletę na czwartym piętrze. Nancy gubi Johanna i okłamuje pannę Graves, że ten poszedł do sklepu. Jessie przyłącza się do innej klasy, żeby się uwolnić od mamy. Nancy udaje się znaleźć Johanna. W czasie drogi do domu, mama zauważa Jessiego w innym autobusie i zabiera go stamtąd. W trakcie drogi panna Graves dziękuje Nancy za opiekę nad Johannem. Johann wyjawia, że się nauczył angielskiego dzięki Nancy i przez nią się zgubił.
- 07. Zepsuta lodówka

Jessie i Vinnie znajdują numery telefonu do nauczycieli i postanawiają ich nabrać przez telefon. Po tym jak Jessie nabrał pannę Graves, Vinnie zostaje przyłapany w nabieraniu pana Bessera i zostaje zmuszony być jego asystentem. Następnego dnia, panna Graves pokazuje Jessiemu jego numer telefonu i mówi, że musi o czymś porozmawiać z jego mamą. Jessie jest zaskoczony, że panna Graves powie jego mamie o żartach i udaje chorego, żeby popilnować telefonu. Następnego dnia, panna Graves mówi, że chciała powiedzieć jego mamie o nagrodzie za stuprocentową frekwencję, ale jego szansa została zmarnowana gdy udawał chorego. Tymczasem Nancy udaje, że przyjaźni się z Polly, żeby wyjechać na weekend z nią i Penny na weekend na festiwal tańców Litewskich. Z pobytu razem z Penny nic nie wychodzi i Nancy jest zmuszona jechać tylko z Polly. Przed nią najgorszy weekend w życiu.
- 08. Śniadanie za darmo

Artur postanawia zapominać swojego śniadania i udawać, że jest z biednej rodziny. Kucharka pani Martha daje mu specjalne śniadanie, takie, jak dla nauczycieli. Artur opowiada o swojej niedożywionej rodzinie i organizuje zbiórkę zabawek i pieniędzy dla siebie. Jednak Panna Graves dowiaduje się prawdy i prosi Artura, żeby dał jej rzeczy, bo chce zawieźć je do schroniska dla biednych. Tymczasem Nancy uczy się karate, żeby bronić się przed Zackiem, który uwięził ją w koszu na boisku do koszykówki. Gdy Nancy natyka się z kolegami na Zacka pod kinem, stawia się mu i powala go na ziemię.
- 09. Biblioteka imienia Arthura Vanderwalla

Z powodu obijania się pana Jacksona, Polly zajmuje jego miejsce w bibliotece i wprowadza tam męczące zasady. Artur zbiera od kolegów książki i zakłada własną bibliotekę. Panna Graves znajduje bibliotekę i postanawia urządzić dzień amnestii, żeby uczniowie oddali książki do biblioteki i dostali za nie pieniądze. Gdy Artur się o tym dowiaduje, postanawia zamknąć bibliotekę.
- 10. Sęp

Jessie chce od kolegów pożyczyć przybory szkolne, lecz odmawiają, bo nie oddaje. Jessiemu udaje się przekonać o to Freddiego i nawet spisuje jego pracę domową choć to jest zabronione. Panna Graves postanawia dać Freddiemu zadanie specjalne zamiast pracy domowej. Jessie nic o tym nie wie i zostaje zdemaskowany. Za karę Jessie musi sam odrabiać wszystkie zadania domowe. Tymczasem Nancy zakochuje się w Jeremym, a jej przyjaciółki myślą, że on nie istnieje. Następnego dnia, Jeremy się nie zjawia na kolejnej randce i Nancy jest zdenerwowana. Nancy próbuje okłamać przyjaciółki, by się nie domyśliły, lecz jej się nie udaje. Jeremy się zjawia i przyjaciółki w końcu go widzą.
- 11. Zdrowotna obsesja

Nadchodzi dzień sportu. Nancy jest podekscytowana, bo wygrała każdą konkurencję w poprzednie dni sportu, ale jest rozżalona, bo Penny pobiegnie w wyścigu w workach z Tilly. Zbliża się epidemia chorób. Nancy cały czas stara się chronić, żeby nie zachorować. W dniu sportu Nancy cały czas się stara nie chorować, ale przez to przegrywa każdą konkurencję. Tilly choruje i Penny nie ma pary w wyścigu w workach. Nancy zgłasza się pomóc Penny, pomimo że ona jest trochę chora. Tymczasem Jessie uderza się w ścianę szkoły i rani swój nos podczas jazdy na rolkach. Dzięki temu, Jessie wymiga się od robienia szkolnej pracy. Wtedy szybko się leczy i Jessie za karę musi dać wodę. Tymczasem Polly jest wściekła na pana Bessera za to, że nie ma wyścigu z łyżką i jajkiem. Polly robi petycję o wyścig z łyżką i jajkiem. Wyścig z łyżką i jajkiem jednak się odbywa.
- 12. Za siódmą rzeką i siódmym bagnem

Nauczycielka muzyki zaczyna rodzić dziewczynkę i zastępuje ją pan Besser. Zanim do tego doszło Artur staje się solistą. Artur znajduje sposób, żeby się pozbyć pana Bessera. Dzieci wykurzają pana Bessera z bycia nauczycielem muzyki i nowym nauczycielem staje się pan Jackson. Polly proponuje, że zaśpiewa z Arturem jako duet. Artur jest zły i postanawia wymówić inne słowa, a nie prawdziwe w piosence, którą ma zaśpiewać z Polly na koncercie. Tymczasem Jessie wycina zdjęcia z małymi ssakami z książki z literą M do referatu. Jessie się martwi, że ktoś zauważy dziury i próbuje wkleić zdjęcia z powrotem. Podczas lekcji geografii Polly kłóci się z Panną Graves o to, że nauczycielka źle podała pewną krainę i przynosi książkę na literę M. Jessie zmartwiony mówi Pannie Graves całą prawdę. Jednak niepotrzebnie, bo Polly przynosi nową encyklopedię. Jessie i tak musi sprzątać bibliotekę.
- 13. Koszmarna szkolna fotografia

Jest dzień zdjęć. Freddie i Polly mają identyczne koszule. Polly nazywa Freddiego bliźniakiem i Freddie próbuje ukryć koszulę, lecz bezskutecznie. Podczas zdjęć, panna Graves daje Freddy' emu i Polly do potrzymania numer klasy i Freddie ukrywa koszulę numerem klasy, bo jest trochę za duży. Tymczasem Jessie odkrywa, że w tym samym dniu będzie klasówka z biologii, ale się nie nauczył. Jessie udaje, że ma alergię, żeby nie napisać testu, ale jego sztuczka się nie udaje. Jessie pisze test i dostaje 1, ale panna Graves mu pozwala następnego dnia napisać test jeszcze raz. Test ten ma być notatką o rozmnażaniu roślin.
- 14. Dieta cud

Penny zaczyna jeść zdrowe jedzenie. Nancy postanawia zrobić to samo i je z przyjaciółkami zdrową żywność. Podczas urodzin Freddiego, Nancy postanawia porzucić jedzenie zdrowej żywności. Tymczasem Freddie ma urodziny w Bestiolandzie i zaprasza 10 przyjaciół. Jessie i Vinnie robią wszystko, żeby nikt nie przyszedł, by tylko oni jechali na Morderczym torze. Jessie i Vinnie jadą na Morderczym torze, ale kolejka się psuje i Jessie i Vinnie tkwią tam przez 3 godziny.
- 15. Reporterka Polly

Pan Besser złapał czkawkę i Polly go zastępuje w szkolnym radiu. Nancy, Vinnie, Joey, Piggy i Jordan są źli na Polly po tym jak ich skrytykowała. Gdy woźny zabrał kosz na puszki, Polly wyrzuca puszkę do kosza na papiery, ale zostaje zauważona przez Nancy, która każe jej skończyć z radiem, gadaniem i zauważeniem szkolnych problemów. Plan się nie udaje, bo Polly ogłasza wszystkim przez radio swój błąd i znów skarży na innych. Tymczasem Jessie łamie kostkę podczas jazdy na sankach i zostaje zwolniony ze szkoły na kilka tygodni. Freddie przychodzi, żeby pomóc Jessiemu w nauce, ale Jessie się obija i z tego powodu Jessie będzie musiał być w lekcjach, ale przez kamerę. Kiedy Jessie brał kąpiel nagle włącza się kamera i cała klasa łącznie z panią Graves widzi nagiego Jessiego. Wszyscy się śmieją aż do chwili gdy panna Graves wyłącza kamerę.
- 16. Łyżki, pająki i kosmiczne potwory

Nadchodzi konkurs naukowy, w którym nagrodą jest wycieczka do Kosmicznego Miasteczka. Jessie i Vinnie używają do tego projektu brata Vinniego, lecz panna Graves ich przyłapuje i każe im zrobić własny projekt. By pobyć z Penny, Nancy zgłasza się jej pomagać w projekcie o owadach. Polly namawia Freddiego, by pomógł jej w projekcie o łyżkach. Nancy ma przez owady masę bąbli. Jessie i Vinnie kończą współpracę gdy się kłócą kto pierwszy podpisze projekt. Freddie liże wodę z metalowej łyżki psując projekt jego i Polly. Polly jest na Freddiego bardzo wściekła. Nancy i Penny wygrywają konkurs, lecz pielęgniarka zwalnia Nancy z wycieczki gdy zauważa, że Nancy ma gorączkę.
- 17. Wpływ Merkurego

Nancy ma pecha. Okazuje się, że to przez zaćmienie Merkurego. Nancy odkrywa, że zaćmienie się skończy o 14:15 i do tego czasu nic nie może robić. Panna Graves postanawia zrobić kartkówkę i z powodu zaćmienia Nancy ma ją napisać po 14:15. Panna Graves postanawia zrobić wycieczkę na mistrzostwa baseballowe i wycieczka ma odbyć się o 14:10. Nancy zauważa, że zaćmienie się skończy o 12:00, ale tak  naprawdę skończy o 14:15. Nancy przegapi cały mecz. Po wyjeździe klasy, zanosi się burza i mecz zostaje odwołany. Wybija gong 14:15 i Nancy pisze kartkówkę. Tymczasem Freddie oblewa się wodą z kranu, a wszyscy uważają, że się obsiusiał. Potem wszyscy nazywają go niemowlakiem, a szkolna pielęgniarka przychodzi na lekcję do klasy 402 żeby pomówić o problemie Freddiego z siusianiem w majtki. Potem daje mu nocnik i każe przychodzić do jej gabinetu by przebierać mokre majtki. Potem Vinnie chce sam się napić wody i spotyka go to samo co Freddiego. Wszyscy mu wierzą. Po powrocie z odwołanego meczu, ptak rzuca swoje odchody na głowę Vinniego i wszyscy w końcu się z niego śmieją.
- 18. Zepsuty owoc

Dzieci zainteresował nowy samochód pana Bessera. Pan Besser zakazuje im zbliżania się do jego auta, pod groźbą wysłania winowajcy do klasy pana Karla. Jeden z uczniów pana Karla pisze Stary bęcwał, pan Besser. Jessie to widzi i się śmieje. Pan Besser oskarża Jessiego o stworzenie napisu i wysyła go do klasy pana Karla. Jessie początkowo myślał, że ta klasa jest straszna, ale później zmienia zdanie i stwierdza, że jest ona wspaniała. Jessie jest najlepszy w tej klasie i panna Graves go wysyła z powrotem do klasy 402. Tymczasem w szkole jest przeprowadzony alarm przeciwpożarowy. Artur udaje się na ten czas do cioci na basen. Nancy i Vinnie widzą go przez dziurę w płocie i wielu uczniów z klasy 402 się bawi na basenie.
- 19. Konik

Polly nie odstępuje na krok wszystkich, a szczególnie Nancy. Nawet wtrąca się na mecze siatkówki. Polly pokazuje swojego kucyka o imieniu Śnieżka i wszyscy chcieli się na niej przejechać. Nancy jednak nie chce tkwić z Polly, lecz zmienia stosunek z powodu Śnieżki. Jest test o koniach i wszyscy go oblewają. Tymczasem Jessie przez "przypadek" wysyła do dziadków swoje wypracowanie.
- 20. Mamin synek

Mama Jessiego przyjeżdża do szkoły po Jessiego i uważa go za małe dziecko przy jego kolegach. Wszyscy zaczynają go przeklinać. Mama Jessiego czuje się winna i postanawia pomóc. Wszyscy nagle ignorują Jessiego. Mama Jessiego każe wszystkim rozmawiać z Jessiem i chodzić gdzieś razem z nim. Tymczasem Nancy dowiaduje się, że Jordan jest bogata i chwali się swoją bogatą przyjaciółką, dlatego przychodzi do niej codziennie, ale w końcu Jordan uświadamia jej, że nikt nie chce słuchać jej chwalenia i wszystkie dziewczyny zostały zaproszone do Tilly oprócz jej. Więc sama idzie do Jordan i spędza czas z jej rodziną.

### Seria 2
- 21. Brzydkie słowa

Jessie i Vinnie zaczynają przeklinać w szkole po zdarzeniu z rozrabiakami w salonie gier. Polly jest tego świadkiem i donosi na nich panu Besserowi i pannie Graves. Jessie i Vinnie muszą przestać przeklinać, albo pan Besser i panna Graves zadzwonią do ich rodziców. Chłopcy nie mogą się powstrzymać od przeklinania i dostają kary od swoich rodziców. Tymczasem Nancy i jej przyjaciółki postanawiają zagrać w pingponga, ale grają w różne gry, żeby wybrać pierwszą parę.
- 22. Szczepienia

Polly postanawia sprawdzić karty zdrowia klasy. Jessie czuje, że Polly odkryje, że Jessie od 3 lat nie był szczepiony. Jessie zamazuje swoją kartę, ale panna Graves zauważa, że Jessie nie miał żadnych szczepień i Jessie dostaje 6 szczepień. Tymczasem drużyna wiewiórek rozdaje ciasteczka, żeby 2 najlepsze sprzedawczynie pojechały na obóz. Nancy chce wygrać bo chce pojechać z Penny, ale Polly ją wyprzedza w sprzedawaniu. Panna Graves podsuwa Nancy pewien pomysł. Nancy wygrywa, lecz zostaje zmuszona pojechać z Polly, bo Penny musiała pójść do szpitala odwiedzić wujka, który prowadził głodówkę, ale zjadł za dużo ciastek  które sprzedała mu Nancy.
- 23. Opiekunowie do dzieci

Nancy opiekuje się Larą Johnson dla Penny, ale wtedy zaczyna się lenić zamiast pracować, wywoływując to, że ona i Lara się już nie lubią, i przez to odchodzi. Jej przyjaciółki nic o tym nie wiedzą i wysadzają Nancy w domu Lary po drodze do kręgielni. Prawda wychodzi na jaw gdy Lara głośno krzyczy widząc Nancy i pani Johnson prosi męża, by wezwał policję. Tymczasem Artur zdobywa pieniądze gdy jego koledzy jego udają opiekując się dziećmi.
- 24. Woda niegazowana, basen tylko dla dorosłych i przysmak z drobiu

Są wakacje. Nancy wyjeżdża do Miami odwiedzić dziadków. Wkrótce przyjeżdża również Polly i obie zaczynają się ze sobą przyjaźnić. Po powrocie do domu, Nancy i Polly wracają do dawnego życia.
- 25. Jessie Magoo

Jest konkurs na najlepszego sportowca i zwycięzca wyjedzie z panem Besserem na mecz. Nancy bardzo na tym zależy. Jessie martwi się oblaniem badań wzroku i postanawia oszukiwać. Jessie oszukuje na badaniach wzroku, ale Jessie przez to dostaje okulary. Mama Jessiego kupuje okulary z grubymi szkłami i przez okulary Jessie nic nie widzi. Nancy liczy na głos swój, Jessiego, Polly, Freddiego, Jordan, Joeya i Tilly. Nancy potem sądzi, że będzie remis. Przez okulary Jessie przypadkiem głosuje na Charliego i Nancy przegrywa. Jessie ma dosyć okularów i je niszczy nie wiedząc, że panna Graves to widzi. Jessie mówi pannie Graves prawdę i ona nie daje mu kary, lecz dzwoni do jego mamy. Następnego dnia, Vinnie przychodzi do szkoły w okularach, bo musi je nosić gdy lekarz powiedział, że przez oczy jego głowa zabolała. Na nieszczęście Jessiego, wszyscy podziwiają okulary Vinniego.
- 26. Twoje ciało się zmienia

W szkole będzie film pt. Twoje ciało się zmienia. Wieczorem w szkole odbywa się film. Jessie chce wiedzieć skąd się biorą dzieci. Przez swoją matkę, Jessie nie ogląda filmu i nadal nie wie skąd się biorą dzieci. Następnego dnia, Jessie zabiera broszurę o rozmnażaniu, żeby wiedzieć skąd się biorą dzieci, ale nie wie, że to dla dziewczynek. Tymczasem Polly otwiera szpital łyżek, ale niechcący łamie łyżkę szkolnej kucharki.
- 27. Mam chłopaka

Vinnie i Nancy zaczynają chodzić ze sobą. Vinnie potem się zakochuje w innej dziewczynie. Tymczasem Artur stara nauczyć się pływać, bo jego ciocia urządza przyjęcie nad basenem. Nauczycielką jest Polly.
- 28. Bal przebierańców

Jest Halloween. Polly pomaga w urządzaniu balu. Jessie i Vinnie umawiają się, że żaden z nich nie przebierze się za Kosmiczną Bestię, lecz Jessie łamie umowę. Mama Jessiego przebiera syna za syrenkę. Vinnie się przebiera za Kosmiczną Bestię. Następnie Pan Besser przebiera się za pirata i bierze swoją papugę na bal. Chłopcy zaś robią kawały papudze dyrektora, żeby nabrała nauczycieli, ale wszystko się wydało. Nancy przebiera się za pasterkę. Nancy myśli, że ten kto się przebrał za owcę to Penny. Tak naprawdę Penny się przebrała za drzewo, a ten kto się przebrał za owcę to Polly.
- 29. Szkolny kiermasz

Pan Jackson organizuje kiermasz. Stoisko, które otrzyma najwięcej pieniędzy, dostanie dwa rowery. Polly próbuje wszystkich przekonać, by przyszli do niej i kóz. Jessie i Nancy sprzedają jedzenie. Jessie zaczyna wszystko wyjadać, lecz Nancy każe mu przestać, bo nie zarobią na rowery. Vinnie i Freddie robią zabawę, że ktoś wejdzie w zapadnię do basenu. Vinnie blokuje ołówkiem zapadnię, żeby się nie zamoczył. Artur dostaje pieniądze od innych, żeby sam sobie podsyłał klientów, lecz panna Graves wszystko psuje. Pan Jackson wysypuje do jednego słoika wszystkie pieniądze zamiast policzenia ich i rowery są do użytku wszystkich.
- 30. Odwiedziny dziadków

Panna Graves każe Jessiemu się nauczyć do klasówki z ortografii. Jessie i Vinnie dostają karę od pana Bessera za zabawę z kradzieżą banknotów. Pod nieobecność rodziców, którzy wyjeżdżają na zjazd wynalazców, Jessie wyjeżdża do dziadków. Jessie świetnie się bawi, ale śnieżyca wyłącza prąd. Potem prąd zostaje włączony. Mama Jessiego przyjeżdża z klasówką.
- 31. Energia Chi

Nancy dowiaduje się od Jordan o Feng Shui i Chi. Nancy zaczyna mieć obsesję na punkcie Feng Shui. Vinnie tego nie cierpi i panna Graves postanawia zrobić konkurs dzieląc klasę na dwie grupy. Grupa Nancy ma przewagę. Gdy większość grupy Nancy dostaje złe oceny z testu, a Nancy dostaje dobrą, wszyscy zauważają lusterko w kieszonce w plecaku Nancy i oskarżają ją za kradzież ich Chi.
- 32. Simon z Londynu

Nancy chce mieć nową fryzurę, którą zrobi Simon z Londynu. W czasie wizyty w salonie fryzjerskim, Nancy dowiaduje się, że Simon strzyże gwiazdy, więc zostaje obsłużona przez sprzątacza Nigela. Nie jest zadowolona ze swojej fryzury, ponieważ wygląda jak u pudla. Tymczasem Polly jest wściekła na pannę Graves za 6- za wypracowanie.
- 33. Nieuk

Panna Graves wysyła Jessiego do klasy wyrównawczej za słabe oceny. Jessie postanawia nie brać udziału na zajęciach i wagaruje w kinie, parku i kręgielni. Panna Graves myśli, że Jessie zmądrzał. Jessie potem słyszy o teście na zajęciach wyrównawczych, a jak go obleje to będzie chodził na zajęcia w soboty. Jessie prosi Sanjaya o pomoc. Panna Graves postanawia wysłać Jessiego do klasy zaawansowanej. Tymczasem Polly otwiera sklep łyżek.
- 34. Boże Narodzenie według Nancy

Szkoła urządza przedstawienie o Mikołaju, ale Nancy postanawia wszystko zmienić w sztuce. Na przedstawieniu wszyscy kradną sobie kwestie. Tymczasem Polly się stara pokazać czym są Litewskie Święta.
- 35. Pan Besser, nieczuły rzeźnik

Panna Graves choruje i pan Besser przyszedł na zastępstwo do klasy 402. Vinnie pisze wypracowanie o dyrektorze i używa brzydkich słów, ale pisze Bezer zamiast Besser i dzięki temu unika oskarżenia o obrazę. Tymczasem panna Graves odkrywa, że zaświadczenia chorób zostały podmienione i chora jest pani Groves. Panna Graves postanawia zrobić sobie wolne.
- 36. Kampania wyborcza

Są wybory na przewodniczącego szkolnego samorządu. Polly wygrywa i postanawia zmienić wszystko w szkole. Jej plan się nie udaje.
- 37. Szpanerki

Nancy chce się zaprzyjaźnić się z Gayle, Mandy, Tally, Catlin i Lassandrą. Mama podsuwa Nancy pewien pomysł, że trzeba zaprzyjaźnić się z jedną z nich, która jest najsłabszym ogniwem, i ta wprowadzi ją w grupę. Najsłabszym ogniwem jest Gayle i wprowadza Nancy do grupy. Jordan, Tilly, Gabrielle i Mary-Ellen są wściekłe. Nancy potem traci przyjaciół. Tymczasem Jessie ma napisać wypracowanie o samolotach. Mama Jessiego uczy syna porad z zajęć szkoły rodzicielstwa. Jessie dostaje urazu głowy i traci głos, więc jego mama ma za niego pokazać wypracowanie. Jessie nie chce pozwolić mamie przeczytać wypracowania przed całą klasą, lecz mu się nie udaje.
- 38. Gazotski

Polly chce, żeby Sanjay zatańczył z nią w Gazotskim. Sanjay jednak nie chce. Tymczasem panna Graves pomaga pani Belanchof z problemami w nauczaniu uczniów.
- 39. Sidewalk Boys

Nancy chce być na koncercie zespołu Sidewalk Boys i prosi Artura o pomoc. Razem udają, że są z prasy. Plan nie poszedł po ich myśli i gdy nadeszła ochrona uciekli z sali.
- 40. Wujek

Vinnie dowiaduje się, że jego ciocia poślubiła pana Bessera. Vinnie najpierw utrzymuje to w sekrecie, lecz prawda wychodzi na jaw gdy ciocia zjawia się w szkole. Wszyscy śmieją się z Vinniego. Dochodzi potem do rozwodu, bo ciocia Vinniego odkryła, że pan Besser nie jest bogaty. Tymczasem Polly uczy o pożarach, ale uczy tylko o Litwie.

### Seria 3
- 41. Drużyna wiewiórek dziewcząt i chłopców

Drużyna wiewiórek dziewcząt i chłopców wyjeżdża na obóz. Nancy przez cały czas się stara być z Penny, lecz kończy z Polly. Nancy, Polly i Penny biwakują w lesie, żeby zdobyć odznakę przetrwania. Nancy staje twarzą w twarz z niedźwiedziem i tak zdobywa odznakę. Tymczasem Artur próbuje ukryć swoją nieśmiałość do wszystkiego, lecz musi przebiec wiele mil o odznakę biegacza.
- 42. Nie wiem, nie obchodzi mnie to, zalatuje

Do klasy 402 przychodzi nowa dziewczyna Melanie. Tymczasem klasa ma napisać referat o obcych kulturach. Nancy prosi Sanjaya o pomoc w pracy o Indiach. Po wizycie Jogina Rabiego, Nancy myśli, że jest królową Indii zwaną Maharani. Polly i Jordan kłócą się o wypracowanie z Chinami.
- 43. Nie wkładaj palca do elektrycznego gniazdka

Mama Jessiego ma dużo zajęć pisarskich o rodzinie i zostawia syna z opiekunką. Po tym jak Jessie sterroryzował opiekunkę, jego mama zostaje zmuszona go zostawić samego. Jessie nagle się boi być sam w domu gdy słyszy, że ktoś nieznajomy jeszcze wróci. Jessie chce teraz zostać z opiekunką i jego nową opiekunką staje się Polly. Jessie ma z Polly problemy. Jessie cały czas próbuje utrzymać to w tajemnicy przed kolegami. Gdy Vinnie zauważył Jessiego z Polly, Jessie kłamie, że Polly jest jego dziewczyną. Wszyscy nabijają się z Jessiego, ale nie na długo. Potem Vinnie opowiada, że wiedział, że Polly jest jego opiekunką i wszyscy się z niego nabijają.
- 44. Ogrodnicze zawody

Są ogrodnicze zawody, ale Nancy zostawia swoje warzywa, bo musi wyjechać do babci. Jordan i Gabrielle zostawiają jej pomidory i wszystko psują. Pan Besser zabiera sobie dynię Sanjaya, bo chce wygrać 100 dolarów na zawodach.
- 45. Wstęp tylko z zaproszeniem

Za nieoddanie pannie Graves pracy domowej, Melanie dostaje szlaban i postanawia się wprosić na jakieś uroczystości. Tymczasem, żeby się zemścić na pannie Graves za karę za dowcip z toaletą, Vinnie robi rysunek, ale niedobry do lekcji. Inni lubią rysunek, ale panna Graves i mama Vinniego go nie lubią. Vinnie powiedział, że narysował góry lecz tak naprawdę narysował piersi.
- 46. To Ci odbierze oddech

Nancy ma astmę. Nancy się wstydzi powiedzieć klasie, że ma astmę. Nancy zostaje wyleczona przez Dr Dedorio, ale w czasie gry w piłkę znowu ma astmę i wszystko wychodzi na jaw. Nancy dowiaduje się, że nie tylko ona z klasy ma problemy zdrowotne. Potem okazuje się, że Dr Dedorio to oszust.
- 47. Zero zwrotów, zero wymian

Szkoła bierze udział w programie wymiany. Jessie bierze udział w programie, bo chce od dzieciaka ściągać. U niego zatrzymuje się Lars Svenholm z Zewnętrznej Maledonii. Okazuje się, że Lars jest taki sam jak Jessie. Jessie musi wyjechać do Zewnętrznej Maledonii w formie wymiany. Tymczasem Polly otwiera szkołę łyżek. Nancy zapisuje się do szkoły łyżek, by być z Penny, która też się zapisała.
- 48. Zatrzaśnięty zeszyt

Melanie chce, żeby klasa 402 ją lubiła i pisze zatrzaśnięty zeszyt, żeby coś o każdym napisać. Kilkoro dziewczyn z klasy się kłócą z tego powodu, że napisano o nich złe rzeczy.
- 49. Hałas wokół Schnitzy

Kózka Polly, Schnitzy, umarła. Polly jest załamana. Nancy musi spędzać z Polly czas z tego powodu. Nancy, Polly i mama Polly pojechali do schroniska gdzie znajdują małą kózkę i Polly postanawia ją zatrzymać i nazwać ją imieniem nieżyjącej kózki.
- 50. Komu dzwoni dzwonek

Nancy, Jordan i Gabrielle ubierają się w fajne ciuchy i dzwonki tak jak Amber Amberset. To denerwuje pana Bessera który postanawia, że wszyscy będą nosić mundurki. Dzieci niszczą jego zdjęcie i z tego powodu pan Besser postanawia zniszczyć przepis o noszeniu mundurków. Tymczasem Jessie i Vinnie postanawiają mieć kolczyki, by być lepsi od Zacka w modzie. Jessie się boi, że jego ucho będzie zranione i ucieka. Jessie zakłada sztuczne kolczyki mamy. Jessie i Vinnie upajają się kolczykami, aż do chwili gdy ich rodzice każą im oddać kolczyki.
- 51. Uwierz albo nie

Panna Graves zaczyna wozić do szkoły i do domu panią Pitts. Panna Graves nie może tego znieść, bo pani Pitts ciągle opowiada o chorobach i katastrofach. Jessie nie pisze referatu o planetach i postanawia wykorzystać fakt, że przez panią Pitts bywa rozkojarzona. Jessie wmawia, że panna Graves zgubiła referat i test o planetach. W czasie wizyty u psychologa, panna Graves dowiaduje się, że to tylko zwykłe dowcipy. Panna Graves przestaje wozić panią Pitts. Tymczasem Nancy boi się opowieści, że Billy Woofchuck zmarł w czasie burzy gdy odebrał telefon. Nancy dostaje zadanie pomagać panu Besserowi i się boi odebrać telefon w czasie burzy.
- 52. Cześć IQ

Pan Besser przez nieuwagę zamienia iloraz inteligencji z testu IQ Jessiego i Polly. Jessie musi się dostać do klasy dla geniuszy. Wtedy Jessie się obija w klasie dla geniuszy i podpuszcza klasę prymusów, by nie odrabiali lekcji. Polly zostaje zmuszona chodzić z tępakami. Potem prawda zostaje ujawniona.

## W różnych językach świata
| Język       | Tytuł                        |
| ----------- | ---------------------------- |
| Angielski   | The kids from room 402       |
| Francuski   | La Classe en délire          |
| Holenderski | The kids from room 402       |
| Hiszpański  | Travesuras en el aula 402    |
| Polski      | Dzieciaki z klasy 402        |
| Czeski      | Třída číslo 402              |
| Litewski    | Vaikai is 402 kabineto       |
| Węgierski   | Kölykök a 402-es tanteremből |
| Rumuński    | Copiii de la 402             |
| Turecki     | 402 No'lu Sınıfın Çocukları  |
| Rosyjski    | Детки из класса 402          |
| Bułgarski   | Децата от Класна стая 402    |
| Hebrajski   | כיתה 402                     |
| Gruziński   | ბავშვები 402-ე ოთახიდან      |
| Grecki      | Οι μπόμπιρες του 402         |
| Estoński    | Läbematu klass 402           |